# Parik
Parik is een bestuurslaag in het regentschap Toba Samosir van de provincie Noord-Sumatra, Indonesië. Parik telt 414 inwoners (volkstelling 2010).